# Бустон (Таджикистан)
Бустон (на таджикски: Бӯстон, до 2016 г. – Чка́ловск) е град в Согдийска област, Таджикистан. Населението на града през 2016 година е 30 800 души (по приблизителна оценка).

## История
Селището е основано през 1946 година, през 1956 година получава статут на град.

## Население
| Година | Население |
| ------ | --------- |
| 1989   | 33 731    |
| 2000   | 22 000    |
| 2007   | 22 200    |
| 2010   | 26 000    |
| 2016   | 30 800    |